# Pfaffenhain (Rothaargebirge)

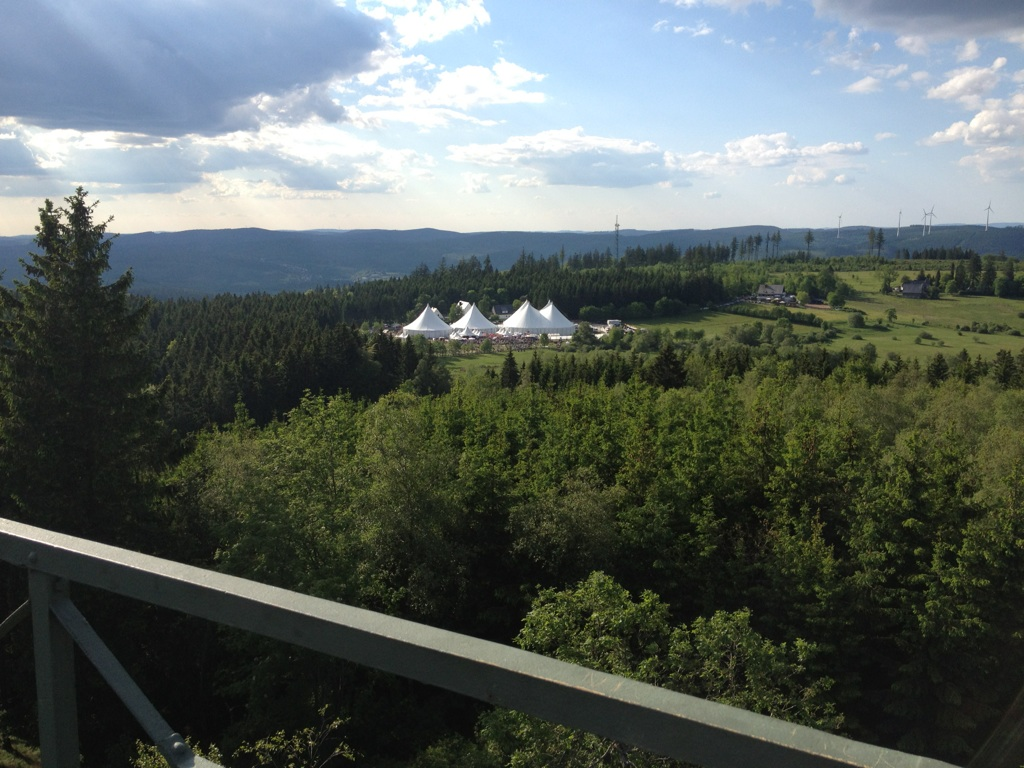
Blick vom Gillerturm zur Zeltstadt am Giller anlässlich KulturPur 2012

Der Pfaffenhain bei Lützel im Kreis Siegen-Wittgenstein, Nordrhein-Westfalen, ist ein 658,5 m ü. NHN hoher Berg des Rothaargebirges. Er gehört zu den höchsten Bergen im Altkreis Siegen, bekannt ist insbesondere sein 653,7 m hoher Westgipfel Giller mit dem Gillerturm, der nur 560 m entfernt ist bei einer Scharte, die auf 635,5 liegt.

## Geographie

### Lage
Der Pfaffenhain liegt jeweils im Südteil von Rothaargebirge und Naturpark Sauerland-Rothaargebirge im Stadtgebiet von Hilchenbach und zählt zum Siegerland. Sein Gipfel erhebt sich rund 700 m nordwestlich vom Ortskern des Dorfs und südöstlichen Stadtteils Lützel, zu dessen Gemarkung er gehört. Gut 2 km westlich des Gipfels liegt als südsüdöstlicher Stadtteil das Dorf Grund.

### Naturräumliche Zuordnung
Der Pfaffenhain liegt in der naturräumlichen Haupteinheitengruppe Süderbergland (Nr. 33) im Naturraum Lützeler Paß (333.13), der in der Haupteinheit Rothaargebirge (mit Hochsauerland) (333) zur Untereinheit Wittgensteiner Kammer (333.1) gehört. Ungeachtet dessen ist er aus orographischer Sicht der südlichste Berg der Rüsper Rothaar.

### Wasserscheide und Fließgewässer

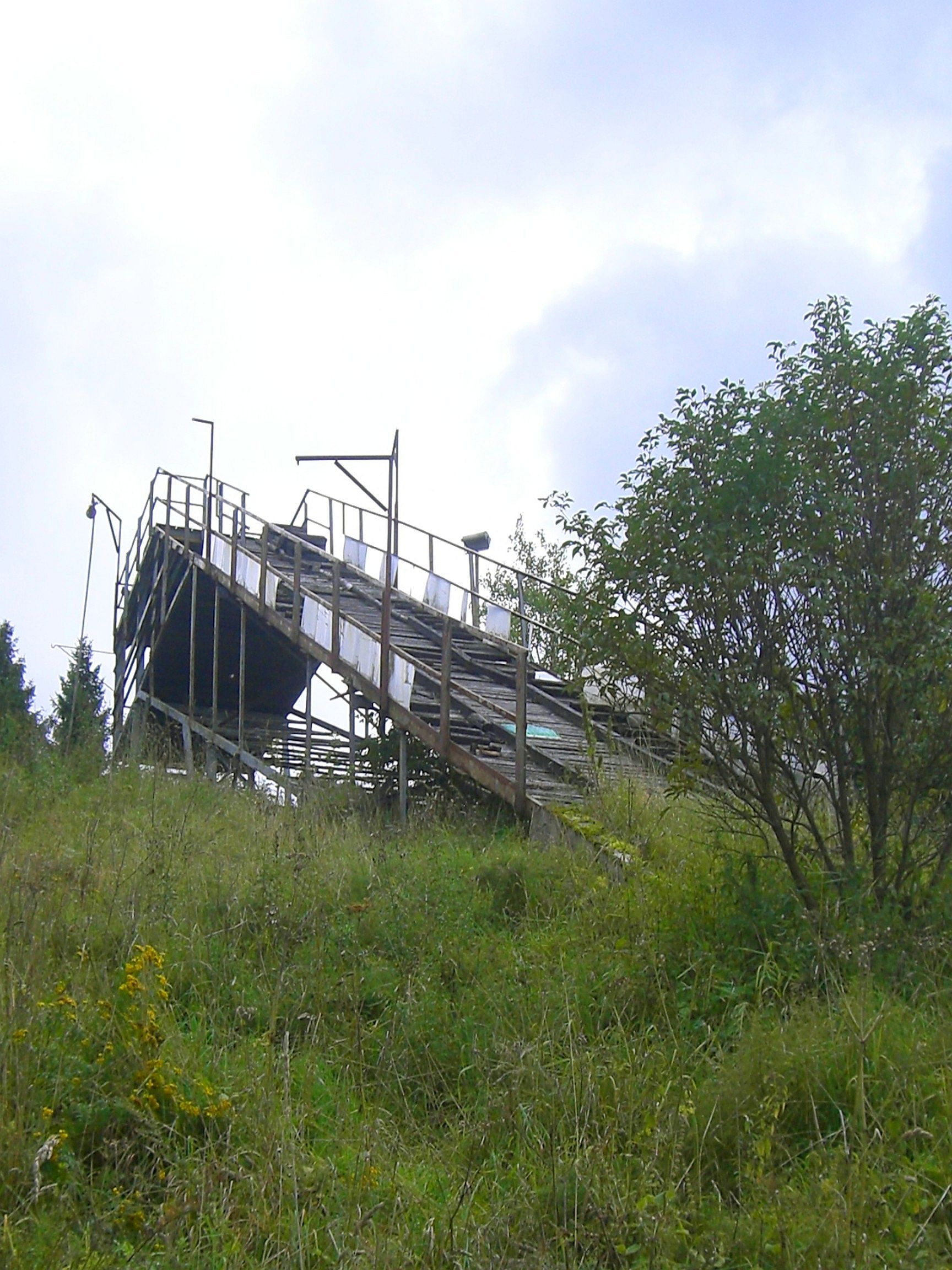
Eisengerüst der ehemaligen Skisprungschanze

Über den Giller verläuft ein Abschnitt der langgestreckten Rhein-Weser-Wasserscheide, welche die Einzugsgebiete von Rhein im Westen und Weser im Osten trennt: Etwas südwestlich des Gillers entspringt die 2,3 km lange Alte Netphe als nördlicher Netphe-Zufluss, einiges westlich der 5,1 km lange Insbach als östlicher Ferndorfbach-Zufluss. Das Wasser beider Bäche fließt über die Sieg in den Rhein. An der Nordwestflanke des Gillers entspringt der 2,1 km lange Kleine Wehbach als westlicher Zufluss des nordwestlichen Eder-Zuflusses Wehbach (auch Wähbach genannt; der Bachname ist von der früher am Giller liegenden Siedlung Wegebach abgeleitet; 5,95 km lang) und an seiner Ostflanke innerhalb Lützels der 2,1 km lange Lützelbach, der vom Dorf ostwärts fließt und einer der ersten westlichen Zuflüsse der Eder ist. Das Wasser der zuletzt genannten Bäche fließt über Eder und Fulda in die Weser.

## Bergbeschreibung
Der sonst bewaldete Giller hat im Gipfelbereich eine Lichtung. Dort steht seit 1892 der 15 m hohe Aussichtsturm Gillerturm, von dem sich aus 668 m Höhe Aussicht unter anderem über das Siegerland, Sauerland und Wittgensteiner Land bietet.
Nordwestlich der Gillerkuppe erstreckt sich die Ginsberger Heide; darin entspringt der Kleine Wehbach. Direkt westlich davon steht das Gillerheim, eine Art Waldschulheim und Jugendherberge, in der Schüler mehr über die Pflanzen und Tiere des Rothaargebirges lernen können. Angegliedert ist der Gillersportplatz und etwas nördlich befindet sich der Hof Ginsberg.
An der gemeinsamen Bergflanke von Giller und nordöstlich benachbartem Pfaffenhain (658,2 m), hinunter in Richtung Kleiner Wehbach, liegt das Skigebiet Hilchenbach-Lützel, das neben Skilift und -piste auch Skilanglauf-Loipen hat. Bis 2012 gab es dort auch eine große Sprungschanze und parallel dazu eine Jugendschanze.

## Schutzgebiete
Der Giller liegt im Landschaftsschutzgebiet Rothaargebirge (Kreis Siegen-Wittgenstein) (CDDA-Nr. 555550027), das 299,42 km² groß ist; südlich, in Richtung des Netphener Stadtteils Sohlbach, schließt sich das LSG Gemeinde Netphen (CDDA-Nr. 321048; 1987; 117,6 km²) an. Rund um den Berg breiten sich das Fauna-Flora-Habitat-Gebiet Rothaarkamm und Wiesentäler (FFH-Nr. 5015-301; 34,46 km²) und das Naturschutzgebiet Rothaarkamm und Wiesentäler (CDDA-Nr. 329599; 1930; 11,74 km²) mit der Ginsberger Heide aus.

## Veranstaltungen
Auf dem Gillersportplatz findet jeweils einmal im Jahr seit 1907 das Gillerbergturnfest als größtes Bergturnfest im deutschsprachigen Raum mit Wettbewerben zum Beispiel aus den Sportarten Laufen, Springen und Werfen und seit 1991 das Festival KulturPur mit Künstlern unter anderem aus den Bereichen Musik und Comedy statt.

## Verkehr und Wandern
Etwa 1.050 m (Luftlinie) westsüdwestlich des Gillergipfels liegt am Naturdenkmal Kronprinzeneiche auf etwa 550 m Höhe die Einmündung der Bundesstraße 508, die von Kreuztal zur nahe Lützel stehenden Eiche führt, in die Bundesstraße 62, die dort im Abschnitt Afholderbach–Lützel verläuft. Die B 62 wird von der Abzweigung der B 508 entlang dem West- bis Südhang des Gillerberges geführt. Diese Berghänge rutschen auf mehreren hundert Metern Länge seit über 30 Jahren in Richtung der Ortschaft Sohlbach im oberen Netphetal ab. Deshalb werden seit 2014 aufwändige Straßenbaumaßnahmen mit erheblichen Eingriffen in die dortige Landschaft durchgeführt, um die wichtige Straßenverbindung zwischen Siegen und Bad Berleburg zu erhalten. Planungen, die auch Tunnellösungen durch den Gillerberg für eine verbesserte Bundesstraße und damit Vereinfachungen des Verkehrs ermöglichen, wurden baulich bislang noch nicht umgesetzt. Früher diente die Straße als Verbindung des Altkreises Siegen mit der Kreisstadt Siegen und des Altkreises Wittgenstein mit der Kreisstadt Berleburg.
Südlich vorbei am Giller verläuft etwa in West-Ost-Richtung entlang der B 62 die Bahnstrecke Kreuztal–Cölbe, die knapp 40 m südwestlich der Bundesstraßen-Einmündung unterhalb der B 62 durch den 213 m langen Kronprinz-Eiche-Tunnel führt und etwas südlich von Lützel von der dort auf 578 m Höhe von der B 62 abzweigenden Eisenstraße des Rothaargebirges (Landesstraße 722) überbrückt ist.
Zum Beispiel an den zwei Bundesstraßen oder im am Berg liegenden Lützel startend kann man den Berg auf Waldwegen und -pfaden erwandern. Nordwestlich des Dorfs liegt knapp 200 m nordnordöstlich vom Berggipfel auf etwa 637 m Höhe der Wandererparkplatz Giller, der auf der in der Ortschaft von der B 62 abzweigenden Gillerbergstraße etwas bergauf fahrend zu erreichen ist. Über den Berg führt der Rothaarsteig, ein überwiegend auf dem Hauptkamm des Rothaargebirges (Rothaarkamm) verlaufender Wanderweg.